# Franco Ciardi
Franco Ciardi (Livorno, 12 ottobre 1940 – Livorno, 19 agosto 2015) è stato un calciatore italiano, di ruolo difensore.

## Carriera
Terzino cresciuto nel vivaio dell'Inter giocandovi con Sandro Mazzola, dopo aver militato per un anno nell'Atalanta passa nel 1965 al Potenza, con cui disputa tre campionati di Serie B per un totale di 99 presenze e 2 reti.
Dopo la retrocessione dei lucani avvenuta nel 1968, disputa con il Potenza un altro campionato di Serie C. Successivamente passa al Camaiore, in serie D, dove gioca nelle stagioni 1970-71 e 1971-72.

## Vita privata
Coniugato ad Amalfi nel 1968 con Gigliola Spirito con la fine della carriera calcistica si trasferisce definitivamente a Livorno ed avrà tre figli, Edoardo, Cristiano ed Elisa.
Non abbandonerà mai del tutto il mondo del calcio continuando ad allenare le giovani leve come preparatore atletico e partecipando a trasmissioni locali.
Colpito da una malattia neurodegenerativa si spegne a Livorno il 19 agosto 2015, scegliendo la cremazione.